# Marcela Topor
Marcela Topor (født 8. september 1976)  er en rumænsk journalist og hustru til den spanske politiker og journalist Carles Puigdemont. Hun er uddannet i engelsk filologi fra Alexandru Ioan Cuza University i Iași. Topor mødte første gang sin fremtidige mand på den internationale festival for amatørteater i Girona i 1996 , hvor hun deltog som skuespillerinde med firmaet Ludic Theatre. De giftede sig i 2000.
Topor er redaktør af Catalonia Today, et engelsksproget magasin og websted med fokus på Catalonien. Hun er også vært for tv-programmet Catalan Connections, der indeholder interviews på engelsk med bosiddende udlændinge i Catalonien, og sendes på El Punt Avui-tv-kanalen og Catalonia Today.
Parret har to døtre. Topor taler spansk, engelsk, rumænsk og catalansk.